# 2010-es litván labdarúgó-bajnokság (első osztály)
A 2010-es A Lyga litván labdarúgó-bajnokság legmagasabb szintű versenyének 21. alkalommal megrendezett bajnoki éve volt. A pontvadászat 11 csapat részvételével 2010. március 20-án indult, a záró fordulót november 14-én rendezték. A bajnokságot a címvédő Ekranas nyerte meg az ezüstérmes Sūduva Marijampolė, és a bronzérmes Žalgiris Vilnius előtt. Ez volt a klub sorozatban harmadik, összességében pedig 6. litván bajnoki címe.
A Vėtra együttesét gazdasági helyzete miatt a 17. fordulót követően kizárták, az Atletas Kaunas pedig egyenes ágon búcsúzott. Mivel az élvonal létszámát 12-re bővítették, a két kieső helyét három másodosztályú csapat foglalta el: az FBK Kaunas, az Atlantas és a Dainava Alytus.
A gólkirályi címet az ezüstérmes Sūduva Marijampolė csatára, Povilas Lukšys szerezte meg 16 góllal, míg az Év Játékosá-nak járó díjat a bajnokcsapat középpályása, Dominykas Galkevičius vehette át.

## A bajnokság rendszere
A bajnokságot a hideg tél miatt tavaszi-őszi rendszerben rendezték meg. A 11 csapat körmérkőzéses rendszerben mérkőzött meg egymással, amely során három kört rendeztek. Minden csapat minden csapattal háromszor játszott, a sorsolásnak megfelelően egyszer vagy kétszer pályaválasztóként, egyszer vagy kétszer idegenben.
A pontvadászat végső sorrendjét a 27 bajnoki forduló mérkőzéseinek eredményei határozták meg a szerzett összpontszám alapján kialakított rangsor szerint. A mérkőzések győztes csapatai 3 pontot, döntetlen esetén mindkét csapat 1-1 pontot kapott. Vereség esetén nem járt pont. A bajnokság első helyezett csapata a legtöbb összpontszámot szerzett egyesület, míg az utolsó helyezett csapat a legkevesebb összpontszámot szerzett egyesület volt.
Azonos összpontszám esetén a bajnoki sorrendet az alábbi szempontok alapján határozták meg:
1. az egymás ellen játszott bajnoki mérkőzések pontkülönbsége
2. az egymás ellen játszott bajnoki mérkőzések gólkülönbsége
3. az egymás ellen játszott bajnoki mérkőzéseken szerzett gólok száma
4. a bajnokságban elért győzelmek száma
5. a bajnoki mérkőzések gólkülönbsége
6. a bajnoki mérkőzéseken szerzett gólok száma

A bajnokság győztese lett a 2010-es litván bajnok, a 10. helyezett kiesett a másodosztályba, a Vėtra csapatát pedig kizárták. Mivel az élvonal létszámát 12-re bővítették, a másodosztályból három feljutó volt.

## Változások a 2009-es szezonhoz képest
A 2010-es szezonra 11 csapat nyert el élvonalbeli licencet, így kieső nem volt. A másodosztály bronzérmese, 5. és 6. helyezettje feljutott az első osztályba.
Feljutott az élvonalba
- FK Mažeikiai, a másodosztály bronzérmese
- FK Klaipėda, a másodosztály 5. helyezettje
- Žalgiris Vilnius, a másodosztály 6. helyezettje

## Részt vevő csapatok
| Csapat             | Székhely    | Stadion                         | 2009        |
| ------------------ | ----------- | ------------------------------- | ----------- |
| Atletas Atletas    | Kaunas      | S. Darius és S. Girėnas Stadion | 7.          |
| Banga Gargždai     | Gargždai    | Gargždai stadion                | 6.          |
| Ekranas            | Panevėžys   | Aukštaitija Stadion             | 1.          |
| FK Klaipėda        | Klaipėda    | Žalgiris Stadion                | 5. (II. o.) |
| Kruoja Pakruojis   | Pakruojis   | Pakruojis városi stadion        | 8.          |
| FK Mažeikiai       | Mažeikiai   | Sports Centre Stadium           | 3. (II. o.) |
| Sūduva Marijampolė | Marijampolė | Sūduvai stadion                 | 3.          |
| FK Šiauliai        | Šiauliai    | Savivaldybė Stadion             | 4.          |
| Tauras Tauragė     | Tauragė     | Vytauto Stadion                 | 5.          |
| Vėtra              | Vilnius     | Vėtra Stadium                   | 2.          |
| Žalgiris Vilnius   | Vilnius     | Žalgiris Stadion                | 6. (II. o.) |

## Végeredmény
| #   | Csapat               | M  | GY | D  | V  | G+ – G– | GK  | P                                                       | Megjegyzések                                   | Egymás elleni |
| --- | -------------------- | -- | -- | -- | -- | ------- | --- | ------------------------------------------------------- | ---------------------------------------------- | ------------- |
| 1.  | EkranasCV, K (B)     | 27 | 20 | 3  | 4  | 64–19   | +45 | 63                                                      | 2011–2012-es Bajnokok Ligája – 2. selejtezőkör |               |
| 2.  | Sūduva Marijampolė   | 27 | 16 | 8  | 3  | 56–16   | +40 | 56                                                      | 2011–2012-es Európa-liga – 2. selejtezőkör     | SŪD 0–0 ŽAL   |
| 3.  | Žalgiris Vilnius     | 27 | 16 | 8  | 3  | 47–16   | +31 | 56 \| rowspan="1" style="background-color: #fafafa;" \| | ŽAL 1–1 SŪD; ŽAL 0–0 SŪD                       |               |
| 4.  | Tauras Tauragė       | 27 | 14 | 5  | 8  | 41–27   | +14 | 47                                                      | 2011–2012-es Európa-liga – 1. selejtezőkör2    |               |
| 5.  | FK Šiauliai          | 27 | 11 | 8  | 8  | 37–28   | +9  | 41 \| rowspan="1" style="background-color: #fafafa;" \| |                                                |               |
| 6.  | Banga Gargždai (KGY) | 27 | 10 | 9  | 8  | 34–30   | +4  | 39                                                      | 2011–2012-es Európa-liga – 2. selejtezőkör1    |               |
| 7.  | Kruoja Pakruojis     | 27 | 8  | 11 | 8  | 41–45   | −4  | 35 \| rowspan="3" style="background-color: #fafafa;" \| |                                                |               |
| 8.  | FK Klaipėda          | 27 | 3  | 6  | 18 | 19–74   | −55 | 15                                                      |                                                |               |
| 9.  | FK Mažeikiai         | 27 | 2  | 6  | 19 | 17–59   | −42 | 12                                                      |                                                |               |
| 10. | Atletas Kaunas (K)   | 27 | 0  | 6  | 21 | 14–56   | −42 | 03                                                      | I Lyga                                         |               |
| –.  | Vėtra (K)            | 16 | 8  | 6  | 2  | 30–13   | +17 | 213,4                                                   | Kizárták a bajnokságból5                       |               |

Forrás: Almis (angolul) 
A rangsorolás alapszabályai: 1. összpontszám, 2. egymás elleni eredmények összpontszáma, 3. gólkülönbség, 4. szerzett gólok száma.
1A Banga Gargždai nyerte a 2010–2011-es litván kupát, így a 2011–2012-es Európa-liga 2. selejtezőkörében indult.

2A bajnoki bronzérmes Žalgiris Vilnius nem kapott nemzetközi licencet, így a bajnoki tabellán soron következő Tauras Tauragė indult a 2011–2012-es Európa-liga 1. selejtezőkörében.

3A bajnokság kezdete előtt licenc-szabálytalanságok miatt 6-6 pontot levontak az Atletas és a Vėtra csapataitól.
4A Vėtra csapatától további 3 pontot levontak, miután nem egyenlítette ki tartozását egy korábbi játékosával, Almir Sulejmanovičcsal szemben..
5A 17. fordulót követően a csapatot gazdasági helyzete miatt kizárták a bajnokságból, eredményeit törölték.
(B): Bajnokcsapat, (K): Kieső csapat, (F): Feljutó csapat, (I): Kupainduló, (R): A rájátszás győztese, (KGY): Kupagyőztes

## Eredmények

### Az 1–22. forduló eredményei
| Hazai \ Vendég1    | ATL | BAN | EKR | KLA | KRU | MAŽ | SŪD | ŠIA | TAU | VĖT | ŽAL |
| Atletas Kaunas     |     | 0–0 | 0–3 | 0–1 | 1–2 | 1–2 | 0–5 | 1–2 | 0–1 | 0–3 | 0–2 |
| Banga Gargždai     | 3–0 |     | 0–3 | 1–1 | 0–3 | 2–1 | 0–2 | 2–1 | 2–1 | 1–1 | 1–1 |
| Ekranas            | 1–0 | 0–0 |     | 2–1 | 4–1 | 5–0 | 1–1 | 3–1 | 4–1 | 3–2 | 3–0 |
| FK Klaipėda        | 1–0 | 0–3 | 1–4 |     | 1–2 | 2–2 | 1–6 | 0–2 | 2–3 | 1–3 | 0–3 |
| Kruoja Pakruojis   | 1–1 | 2–3 | 0–2 | 1–1 |     | 1–0 | 0–2 | 3–3 | 3–3 | 1–1 | 1–1 |
| FK Mažeikiai       | 2–2 | 2–2 | 0–2 | 1–1 | 0–2 |     | 1–2 | 0–1 | 1–3 | 1–4 | 0–1 |
| Sūduva Marijampolė | 3–1 | 0–0 | 1–1 | 4–0 | 2–1 | 3–0 |     | 1–1 | 3–1 |     | 0–0 |
| FK Šiauliai        | 1–1 | 1–0 | 1–2 | 2–1 | 2–2 | 2–1 | 0–0 |     | 0–1 | 0–0 | 1–3 |
| Tauras Tauragė     | 2–0 | 2–0 | 2–1 | 2–0 | 4–0 | 0–0 | 0–1 | 0–0 |     | 0–0 | 1–1 |
| Vėtra              | 0–0 | 2–1 |     | 1–1 | 3–0 | 3–0 | 3–1 |     |     |     | 3–1 |
| Žalgiris Vilnius   | 4–1 | 2–0 | 0–1 | 3–0 | 3–1 | 6–0 | 1–1 | 1–0 | 1–0 | 2–1 |     |

Forrás: Almis (angolul) 
1A hazai csapatok a bal oldali oszlopban szerepelnek.
Színek: Zöld = hazai győzelem; Sárga = döntetlen; Piros = vendéggyőzelem.
A Vėtra csapatát gazdasági helyzete miatt kizárták a bajnokságból, pályán elért eredményeit nem vették figyelembe a bajnokság végeredményének meghatározásakor. 
 

### A 23–33. forduló eredményei
| Hazai \ Vendég1    | ATL | BAN | EKR | KLA | KRU | MAŽ | SŪD | ŠIA | TAU | VĖT | ŽAL |
| Atletas Kaunas     |     |     | 0–5 | 2–3 | 0–1 |     | 1–4 |     | 0–1 |     |     |
| Banga Gargždai     | 1–0 |     |     |     |     | 6–1 |     | 0–1 |     |     | 1–1 |
| Ekranas            |     | 2–3 |     | 5–0 | 3–2 |     |     | 2–1 |     |     |     |
| FK Klaipėda        |     | 1–1 |     |     | 1–1 |     |     | 0–7 |     |     | 0–4 |
| Kruoja Pakruojis   |     | 1–1 |     |     |     | 2–0 |     | 2–2 |     |     | 2–2 |
| FK Mažeikiai       | 1–1 |     | 0–3 | 1–0 |     |     | 1–3 |     | 0–3 |     |     |
| Sūduva Marijampolė |     | 1–0 | 2–0 | 7–0 | 1–2 |     |     | 0–1 |     |     |     |
| FK Šiauliai        | 1–1 |     |     |     |     | 1–0 |     |     | 0–1 |     | 2–0 |
| Tauras Tauragė     |     | 0–2 | 0–2 | 5–0 | 2–2 |     | 2–1 |     |     |     |     |
| Vėtra              |     |     |     |     |     |     |     |     |     |     |     |
| Žalgiris Vilnius   | 3–0 |     | 1–0 |     |     | 2–0 | 0–0 |     | 1–0 |     |     |

Forrás: Almis (angolul) 
1A hazai csapatok a bal oldali oszlopban szerepelnek.
Színek: Zöld = hazai győzelem; Sárga = döntetlen; Piros = vendéggyőzelem.
A Vėtra csapatát gazdasági helyzete miatt kizárták a bajnokságból, pályán elért eredményeit nem vették figyelembe a bajnokság végeredményének meghatározásakor. 
 

## A góllövőlista listája
Forrás: Lietuvos futbolo statistika (litvánul).
16 gólos
- Povilas Lukšys (FK Sūduva)

15 gólos
- Vīts Rimkus (FK Ekranas)

12 gólos
- Dominykas Galkevičius (FK Ekranas)

11 gólos
- Artūras Jeršovas (VMFD Žalgiris)

10 gólos
- Andrius Urbšys (FK Sūduva)

9 gólos
- Aurelijus Staponka (FK Banga)

8 gólos
- Viktor Raszkov (FK Šiauliai)
- Tautvydas Švelna (FK Kruoja)
- Egidijus Varnas (FK Ekranas)

7 gólos
- Mantas Kuklys (FK Šiauliai)
- Ramūnas Radavičius (FK Ekranas)

## Nemzetközikupa-szereplés

### Eredmények
| Csapat      | Kupa            | Forduló         | Ellenfél     | 1. mérk. | 2. mérk.   | Össz. |
| ----------- | --------------- | --------------- | ------------ | -------- | ---------- | ----- |
| FK Ekranas  | Bajnokok Ligája | 2. selejtezőkör | HJK          | 1–0      | 0–2 (h.u.) | 1–2   |
| FK Sūduva   | Európa-liga     | 2. selejtezőkör | Rapid Wien   | 0–2      | 2–4        | 2–6   |
| FK Šiauliai | Európa-liga     | 2. selejtezőkör | Wisła Kraków | 0–2      | 0–5        | 0–7   |
| FK Tauras   | Európa-liga     | 1. selejtezőkör | Llanelli AFC | 2–2      | 3–2 (h.u.) | 5–4   |
| FK Tauras   | Európa-liga     | 2. selejtezőkör | APÓEL        | 0–3      | 1–3        | 1–6   |

Megjegyzés: Az eredmények minden esetben a litván labdarúgócsapatok szemszögéből értendőek, a dőlttel írt mérkőzéseket pályaválasztóként játszották.

### UEFA-együttható
A nemzeti labdarúgó-bajnokságok UEFA-együtthatóját a litván csapatok Bajnokok Ligája-, és Európa-liga-eredményeiből számítják ki. Litvánia a 2010–11-es bajnoki évben 0,625 pontot szerzett, ezzel a 45. helyen zárt.
| Csapat      | SGY | SD | SV | GY | D | V | Bónusz | Pont  | Átlag |
| ----------- | --- | -- | -- | -- | - | - | ------ | ----- | ----- |
| FK Ekranas  | 1   | 0  | 1  | 0  | 0 | 0 | 0,000  | 1,000 |       |
| FK Sūduva   | 0   | 0  | 2  | 0  | 0 | 0 | 0,000  | 0,000 |       |
| FK Šiauliai | 0   | 0  | 2  | 0  | 0 | 0 | 0,000  | 0,000 |       |
| FK Tauras   | 1   | 1  | 2  | 0  | 0 | 0 | 0,000  | 1,500 |       |
| Összesen    | 2   | 1  | 7  | 0  | 0 | 0 | 0,000  | 2,500 | 0,625 |

## Külső hivatkozások
- Hivatalos oldal (litvánul)
- Eredmények és tabella az rsssf.com-on (angolul)
- Eredmények és tabella a Soccerwayen (angolul)